# كايل شابمان
كايل شابمان (بالإنجليزية: Kyle Chapman) هو سياسي نيوزلندي، ولد في 27 أبريل 1971 في نيوزيلندا. حزبياً، نشط في New Zealand National Front ‏ وNational Democrats Party ‏.